# Aggregatore
Il termine aggregatore, in informatica, delinea qualsiasi software o applicazione web che ricerca informazioni o contenuti (anche brani e frammenti) sul web e poi li ricompila e ripropone in forma aggregata per una migliore fruizione.
In termini aziendali, invece, viene chiamato "aggregatore di servizio", e utilizza la stessa logica: cioè, vengono offerti più servizi (online o offline), anche di diverso genere, in un unico "contenitore", che sia una qualsiasi azienda o un qualsiasi operatore.

## Tipologie
Una delle principali tipologie di aggregatore è il cosiddetto aggregatore di feed, detto anche lettore di feed: è un software o un'applicazione web che raccoglie contenuti web come titoli di notiziari, blog, podcast, e video blog in un unico spazio per una consultazione facilitata. Gli aggregatori riducono il tempo e gli sforzi necessari per seguire regolarmente gli aggiornamenti di un sito web e permettono di creare uno spazio di informazione individuale, in pratica un "notiziario personale."
Una delle tipologie innovative di aggregatore sono i cosiddetti motori di confronto online, la cui esperienza è molto avanzata nel mercato britannico e statunitense, mentre è agli inizi nell'Europa continentale. Si tratta di applicazioni web che, a fronte di alcune informazioni ricevute da parte degli utenti, sono in grado di andare a perlustrare nel web le offerte relative ad un determinato prodotto o servizio, così da riportare sulle proprie pagine, in forma aggregata, i migliori risultati ottenuti.

## Funzionamento
Una volta iscritto ad un feed, un aggregatore è in grado di controllare nuovi contenuti ad intervalli definiti dall'utente e recuperare l'aggiornamento. L'iscrizione al feed non segue quindi le modalità dell'email o dei sistemi di messaggistica online, in cui chi pubblica i contenuti li invia agli iscritti.  Al contrario, il contenuto è esplicitamente richiesto dall'iscritto, analogamente a quanto accade nei newsgroup, permettendo all'utente di un aggregatore di annullare facilmente la propria iscrizione ad un feed.

## Pubblicazione online
A seconda degli scopi dell'utente, questi sceglierà una delle diverse tipologie di aggregatore.  Per esempio, i numerosi programmi disponibili che svolgono la funzione di aggregatore (tra cui le versioni più recenti di alcuni programmi di posta elettronica) da un lato permettono di leggere le notizie anche quando non si è collegati ad Internet, ma non offrono alcuna funzione di pubblicazione. Gli aggregatori online, al contrario, permettono all'aggregatore di pubblicare (syndicate) le notizie provenienti dai vari feed, affinché altri utenti possano fruire della scelta di feed effettuata dall'utente.
La pubblicazione può avvenire in vari modi, per esempio tramite OPML (un formato di file che rende disponibile l'elenco dei feed utilizzato) o anche in forma di blog. In quest'ultimo caso, il sito costruisce un nuovo feed che include le notizie provenienti dalle fonti prescelte (testi, video, foto o qualsiasi altro tipo di materiale multimediale), e ne mostra i contenuti tramite l'interfaccia utente tipica del blog: anteprime (teaser), commenti, trackback, eccetera.

## Elenco di aggregatori
- Akregator: aggregatore di notizie
- CommaFeed: aggregatore di notizie
- eSobi: aggregatore di notizie
- Feedly: aggregatore di notizie
- Indeed: aggregatore di annunci di lavoro
- Jobrapido: aggregatore di annunci di lavoro
- Liferea: aggregatore di notizie
- LifeworQ: aggregatore di annunci di lavoro
- Paperity: aggregatore di paper e riviste accademiche
- RSSOwl: aggregatore di notizie
- Rotten Tomatoes: aggregatore di recensioni
- Metacritic: aggregatore di recensioni
- Glonaabot[1]: aggregatore di notizie
- Webshake[2]: aggregatore di notizie
- Prezzo8[3]: aggregatore di prezzi
- Trovaprezzi[4]: aggregatore di prezzi
- Prezziofferta[5]: aggregatore di prezzi
- Standbuyme[6]: aggregatore di prezzi
- Pointofnews[7]: aggregatore di notizie
- Piramida[8]: approfondimenti e aggregatore di notizie
- eCommerce Italia[9]: aggregatore di prezzi
- Radioplayer Italia[10]: aggregatore ufficiale delle Radio italiane